# Мъклен
Мъклен, още Муклен, Моклен или Мъглен, е бивше село в Гърция, разположено на територията на дем Довища (Емануил Папас), област Централна Македония.

## География
Селото е било разположено на високо плато над 1000 метра надморска височина на 20 километра североизточно от град Сяр в планината Сминица (Меникио).

## История

### Етимология
Според Йордан Н. Иванов името е жителско име от по-старо *Мокляне от водното име *Мокло, *Мокла с късен преглас о̀ > у̀ (сравнимо чок > чук) в етимологична връзка с мокър. Жителското име е му̀кленин, му̀кленка, му̀клене. Формите Мукен и Мъклен са най-разпространени, Моклен е по-рядка, а Мъглен съвсем рядка.

### В Османската империя
През XIX век Мъклен е малко българско село, числящо се към Сярската кааза на Отоманската империя. Църквата в селото е изградена от Китан Петров. В „Етнография на вилаетите Адрианопол, Монастир и Салоника“, издадена в Константинопол в 1878 година и отразяваща статистиката на населението от 1873 година, Меклен (Meklen) е посочено като село с 20 домакинства, като жителите му са 65 българи. Поради отсъствие на обработваема земя мъкленци купуват земя в землището на съседното, разположено в полето село Сармусакли (днес Пендаполи).
През пролетта на 1883 година селото е нападнато от харамийския войвода Коста Куколич от село Равна, Демирхисарско. При завързалото се сражение войводата е ранен и скоро след това умира.
В 1889 година Стефан Веркович (Топографическо-этнографическій очеркъ Македоніи) отбелязва Мукляни като село с 65 български къщи.
В 1891 година Георги Стрезов определя селото като част от Сармусакликол и пише:
| „ | Мъглен, малко село над Боздаг, на СИ от Сяр под Дряново. Същото състояние както и в горните две села. 35 български къщи. | “ |

Според Васил Кънчов („Македония. Етнография и статистика“) към 1900 година Мъклен брои 250 жители българи. Цялото население на селото е под върховенството на Българската екзархия. По данни на секретаря на Екзархията Димитър Мишев („La Macédoine et sa Population Chrétienne“) в 1905 година населението на Мъклен (Miklen) се състои от 480 жители българи екзархисти и в селото работи българско начално училище.
През юли 1907 година нивите на Мъклен са изгорени от четата на гръцкия андартски капитан Андреас Макулис. В това време Мъкленски и Дряновски войвода на ВМОРО е Димитър Михайлов.
Мъклен е посетен в 1909 година от училищния инспектор на Солунската епархия Константин Георгиев, който пише, че селото има 54 къщи. Основният поминък на жителите е отглеждането на тютюн и имат средно материално положение. Църквата в селото не разполага с имоти и има нужда от ремонт. Българското училище представлява висока каменна сграда с две стаи и чардак. Учител в Мъклен е Д. Божиков, който работи добре. Учениците са 17, от които 12 момчета и 5 момичета.

### В Гърция
При избухването на Балканската война в 1912 година 5 души от Мъклен са доброволци в Македоно-одринското опълчение. През войната селото е освободено от османска власт през октомври 1912 година от части на Българската армия. Към 1913 година селото има 55 къщи. По време на Междусъюзническата война в същата година е напълно разрушено и изселено, като населението му бяга в България - Свети Врач (днес Сандански), Станимака (Асеновград) и Неврокоп (Гоце Делчев).
Запазена е единствено църквата „Света Троица“, дело на Китан Петров.

## Личности
Родени в Мъклен
- Аврам Гецов (1889 – ?), македоно-одрински опълченец, 2 рота на 5 одринска дружина[15]
- Атанас Василев (1870 – ?), македоно-одрински опълченец, нестроева рота на 10 прилепска дружина[16]
- Георги Фотев, деец на ВМОРО
- Константин Христов (Христев, 1877 – ?), македоно-одрински опълченец, четата на Крум Пчелински, Продоволствен транспорт на МОО[17]
- Костадин Христов (1887 – ?), македоно-одрински опълченец, 1 рота на 13 кукушка дружина[17]
- Никола Андреев, македоно-одрински опълченец, учител, нестроева рота на 13 кукушка дружина[18]

Починали в Мъклен
- Кочо Кукулич (Коста Куколич, ? – 1883), хайдушки войвода